# سیارک ۲۳۷۴۵
سیارک ۲۳۷۴۵ (به انگلیسی: 23745 Liadawley، نامگذاری:1998KZ15) بیست و سه هزار و هفتصد و چهل و پنجمین سیارک کشف شده‌است که در ۲۲ مه ۱۹۹۸ کشف شد.
قدر مطلق سیارک برابر ۸.۱ است.